# 40 Batalion Pancerny (III Rzesza)
40 Batalion Pancerny (niem. Panzer-Abteilung z.b.V.40) – niemiecki pododdział z okresu II wojny światowej. Został wydzielony na potrzeby operacji "Weserübung" z 35 Regimentu Pancernego (Panzer-Regiment 35) wchodzącego w skład 4 Dywizji Pancernej (4. Panzer-Division).
Na jego wyposażenie składało się:
- 15 lekkich czołgów PzKpfw 38(t);
- 3 ciężkie czołgi Neubaufahrzeug;
- 24 lekkie czołgi PzKpfw I;
- ok. 16 lekkich czołgów PzKpfw II.